# 卡拉 (韦尔瓦省)
卡拉，是西班牙安达卢西亚自治区韦尔瓦省的一个市镇。总面积84平方公里，总人口1387人（2001年），人口密度17人/平方公里。